# Gastronomía de Veracruz

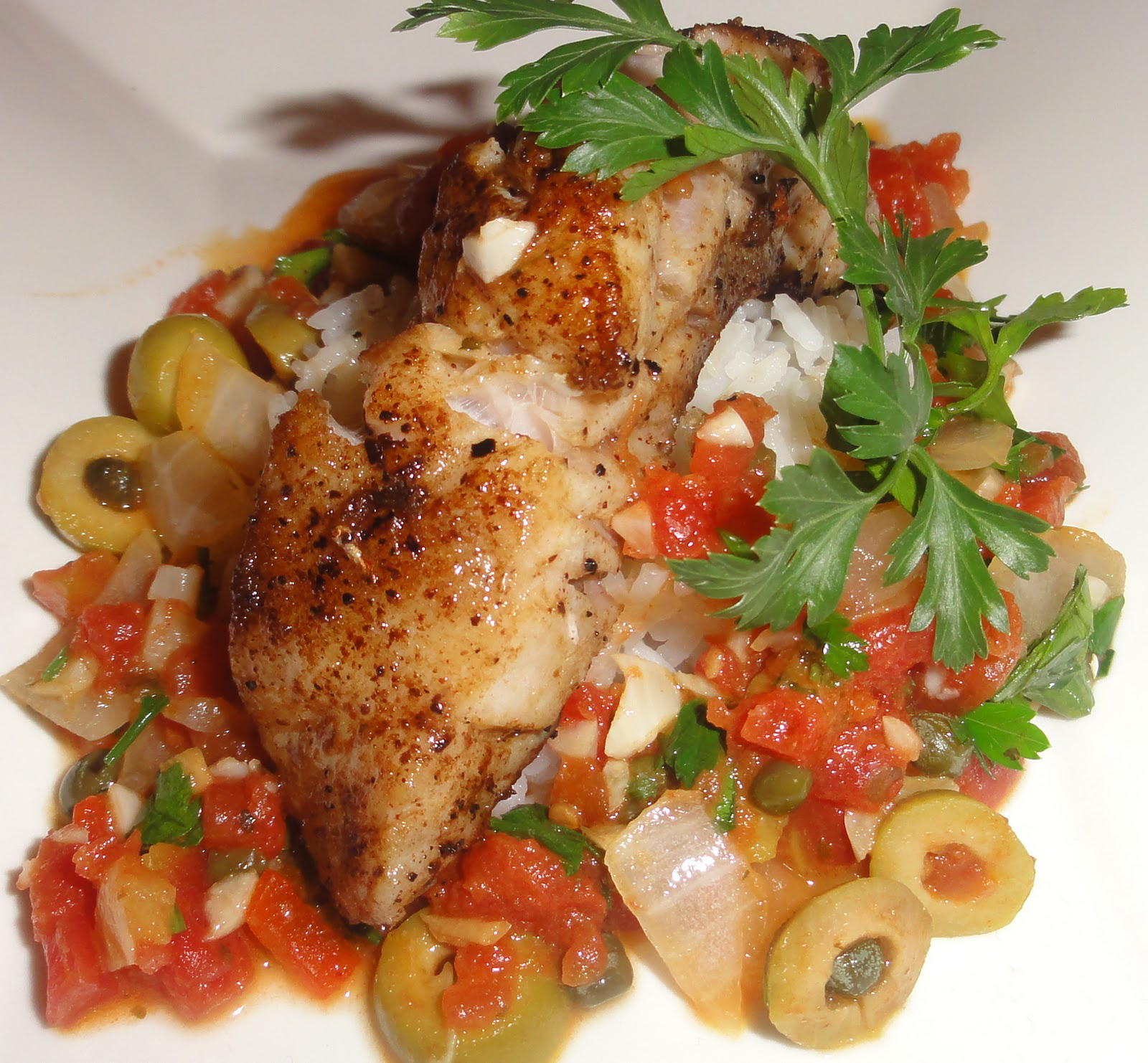
Huachinango a la veracruzana

La gastronomía veracruzana son los alimentos, técnica culinarias y platos típicos del estado de Veracruz, en el oriente de México. Ya que se encuentra bordeando el Golfo de México, los productos del mar, como pescados y mariscos, tienen mucha importancia. Desde su fundación (primera ciudad fundada por españoles en México), la ciudad de Veracruz ha sido un nexo de unión, intercambio y mestizaje entre México y el mundo, ello se ve reflejado en los platos, ingredientes y técnicas basados en la dieta mesoamericana prehispánica y con una fuerte influencia de la gastronomía europea, caribeña y africana. Platillos veracruzanos populares son: el arroz a la tumbada, el chilpachole, el pescado a la veracruzana, las picadas o los zacahuiles.
Además, los climas tropical y subtropical y las tierras fértiles que dominan todo el territorio propician una alta biodiversidad, que a su vez provee una enorme diversidad culinaria. Como en todo México, sus ingredientes esenciales son el maíz, el chile y el frijol, pero también hay mucho marisco, como jaibas, camarones, acamayas, ostiones, pulpos... y pescados como el róbalo, el huachinango, la mojarra... En este estado, además de la carne de animales domésticados (res, cerdo, pollo, guajolote...) son muy comunes las carnes de animales silvestres, como los tejones, los armadillos, la iguana, las codornices o los tepezcuintles. El plátano, la piña, el tamarindo y la naranja traídos de otros lugares se mezclan con ingredientes locales: el nopal, la flor de calabaza, el chayote, el epazote... Veracruz posee dos de las dieciséis denominaciones de origen mexicanas: el café de Veracruz y la vainilla de Papantla. En cuanto a bebidas, es muy tradicional el torito y en cuanto a postres, destacan las gorditas de maíz dulce, el cachum, el jamoncillo de pepita de calabaza y tamales dulces. Se llaman los platos «a la veracruzana» cuando incluyen la tradicional salsa veracruzana. 
El 21 de julio de 2009, la Gaceta Oficial del Estado anunció la declaración de la gastronomía veracruzana como patrimonio cultural del estado de Veracruz, con el objetivo de «fomentar y preservar las diversas manifestaciones que integran la gastronomía veracruzana, a efecto de fortalecer la identidad cultural del Estado».

## Historia

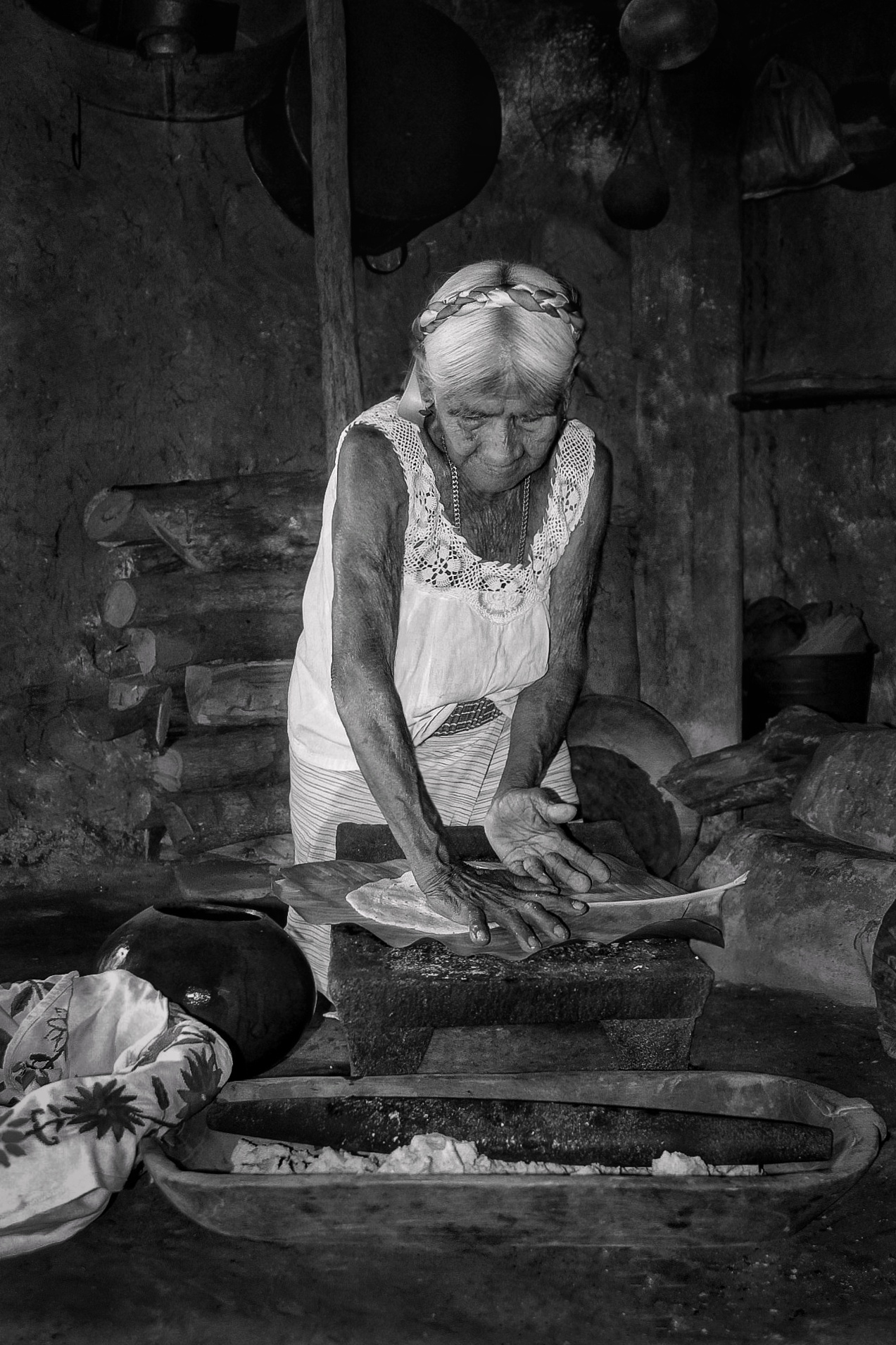
Siwa' ne tahskaluwa («mujer haciendo tortillas», nahua), en Xumuapan

La ciudad de Veracruz fue fundada por Hernán Cortés en 1519, siendo la primera ciudad fundada por europeos en toda Norteamérica. Como puerto al que llegaban los navíos españoles, Veracruz se convirtió en un punto de enlace y mestizaje entre el Nuevo y el Viejo Mundo, al cual llegaron nuevos alimentos como el haba (alverjón), el trigo, el limón o el arroz. Los nuevos colonos traerían también gallinas y cerdos, base proteínica de su dieta. Más tarde llegarían el ganado mayor: res, burro y caballo, además de almendras y pasitas, el Jerez, las aceitunas y aceite de oliva, el ajo, la cebolla y las alcaparras entre muchos otros. Allá por el siglo XIX llegaría al puerto de Veracruz, y por primera vez en México, la cerveza, traída de Europa.
Hasta el siglo XVII, las tierras veracruzanos eran selvas vírgenes con grandes recursos hidráulicos, suelo fértil, clima cálido y que permanecieron casi despobladas. Con la colonización, se inició la tala masiva para obtener maderas finas que dio lugar a amplias llanuras ideales para la explotación ganadera. También se formaron las haciendas, grandes extensiones de terreno usadas para la producción de algodón, arroz, maíz y tabaco, así como de árboles frutales (piña, mango, coco, zapote, guayaba, naranja, banana... etc.).
En el siglo XVIII se introdujo el cultivo de café, especialmente en la región de Xalapa (siendo la localidad de Coatepec el centro cafetero por excelencia), también en Córdoba, más al sur, y el la sierra de Los Tuxtlas. Hoy en día, el café de Veracruz es uno de los más apreciados dentro del territorio nacional, y es denominación de origen.
Más modernamente, la cocina veracruzana se ha visto influenciada por nuevas culturas venideras. Durante la fiebre del petróleo a mediados del siglo XX, llegaron oleadas de trabajadores caribeños, europeos, norteamericanos y mexicanos, creándose colonias enteras en la zona sur de Veracruz y trayendo consigo sus costumbres alimenticias. Un ejemplo es la colonia de Jicaltepec-San Rafael, donde los franceses importaron su gusto por los lácteos de calidad, los licores de hierbas y la repostería francesa, siempre mezclándose con los productos tropicales locales. La inmigración árabe también aportó la tortilla árabe, los tacos árabes o el jocoque. La hegemonía estadounidense y la globalización alimenticia también han influido en las últimas décadas en la cocina veracruzana y, en general, en la cocina mexicana, de manera que hoy en día es común encontrar en todas las ciudades puestos de hamburguesas, hot dogs, pizzerías y marcas como Coca-Cola o Sabritas; a pesar de su amplio consumo entre la población, no se consideran gastronomía local propiamente.

## Variantes

### Cocina criolla afromestiza

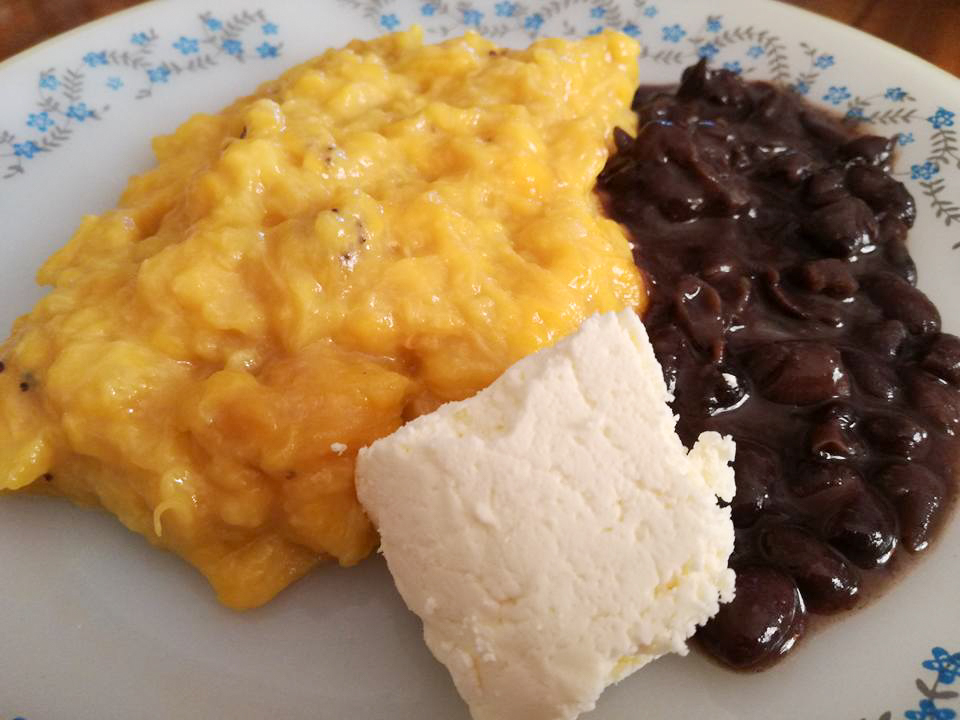
Mogo mogo veracruzano.

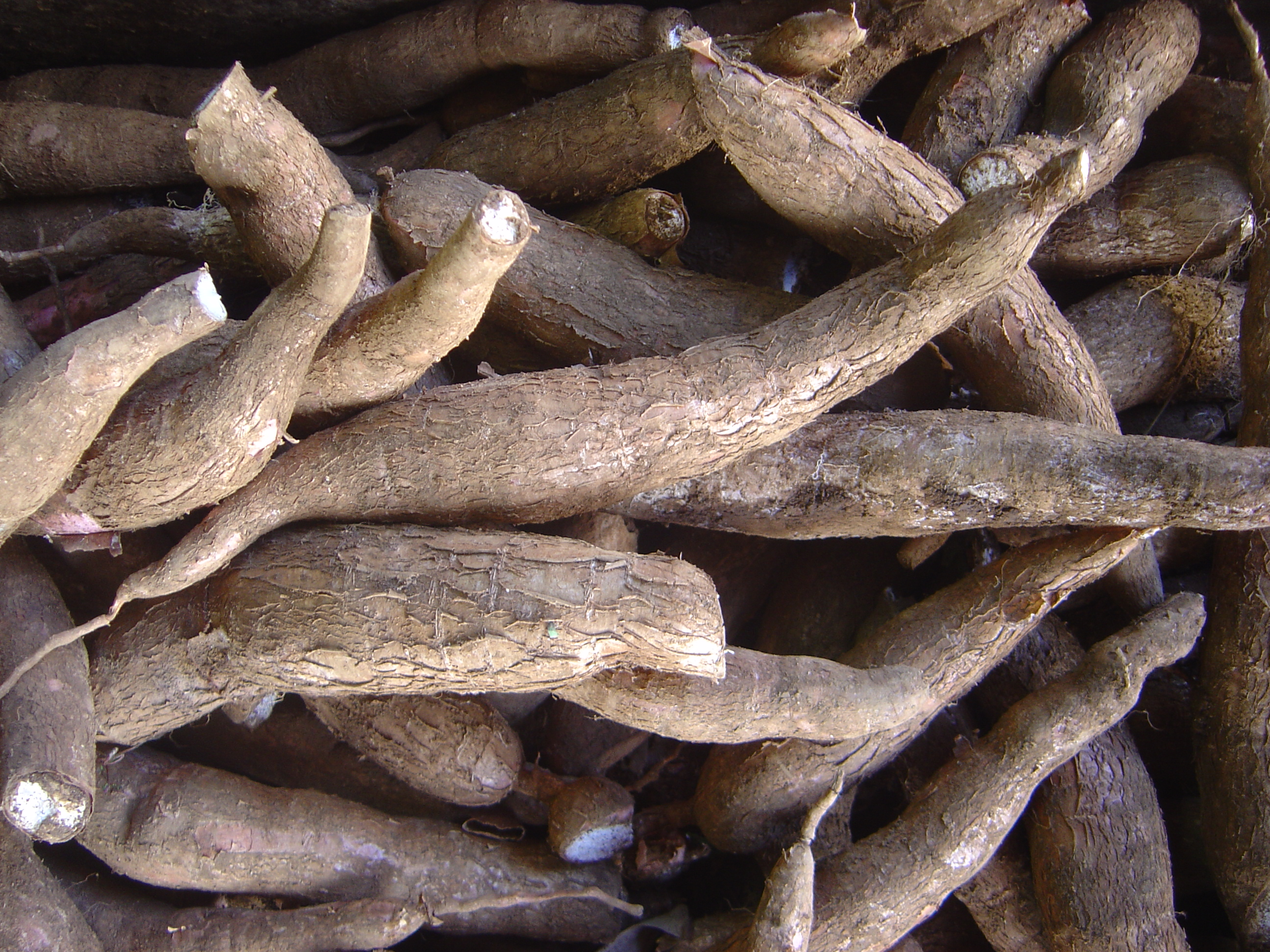
Yuca (tubérculo de Manihot esculenta)

Veracruz es un estado con una importante comunidad afromexicana, ya que a esta área de México llegaron importantes cantidades de negros esclavos para trabajar en las plantaciones de azúcar, café y tabaco. Esto dio como resultado una cocina criolla que fusiona elementos nativoamericanos con europeos y africanos. Para el siglo XIX, la mayoría de haciendas veracruzanas tenían criadas y cocineras negras o mulatas, que reprodujeron su gusto africano por el coco, el plátano macho o la yuca.
Por ejemplo, el plátano verde o macho, su forma de cocinarlo, y su uso como acompañamiento en platos de arroz es una herencia claramente africana, que se ve reflejada también en diversas gastronomías caribeñas. Un platillo popular de plátano macho es el mogo mogo, conocido en el Caribe como fufú; otros platos de plátano son los tostones, los molotes, las tortitas o gorditas de plátano y frijol. También el uso de la hoja de banana para envolver y cocer alimentos.
Cuando los españoles llegaron a las Antillas conocieron la yuca, por aquel entonces un alimento básico para muchos pueblos indígenas del Caribe, Centroamérica, Sudamérica. Cuando Cristóbal Colón descubrió la yuca la denominó «ñame» por su gran parecido a este otro tubérculo procedente de África, el ñame, similares tanto físicamente, como en el sabor, la textura y la forma de cocinarlo. Por ello, los esclavos africanos que llegaron al Caribe adoptaron rápidamente la yuca como alimento básico, y más tarde lo llevaron a los campos de cultivo de caña de México. La yuca se dio a conocer en las haciendas azucareras de Veracruz, gracias a la mano de obra esclava que procedía de la Guinea y el Caribe. Así pues, «la yuca en la Nueva España es resultado de la fusión de la cultura negra de la siembra del ñame y la antillana de la yuca».
A pesar de su nombre, la flor de Jamaica es originaria de África tropical, así como el tamarindo. Con ellos se hacen las famosas aguas frescas mexicanas, que según Hilda Cota (Dra. por la UNAM) también tienen un origen africano.
El azúcar de caña es otro producto enormemente relacionado con las poblaciones negras, puesto que éstas las plantaban, también hacían muchos productos con él, como el aguardiente de caña.
En los pueblos de afrodescendientes, como Chacalapa, Coyolillo, Matamba, Mozomboa, Tamiahua o Yanga, se pueden encontrar aun platillos casi desaparecidos de la cultura afromestiza veracruzana: los guisos de mondongo, y de chile y camarón, el ceviche de tichinda (un tipo de mejillón), la tortuga al moste, varios tamales y moles como el de guajolote o el de armadillo. Una de las principales investigaciones de la cocina afromestiza veracruzana fue hecha por el antropólogo don Alfredo Delgado Calderón, recogido en su libro Recetario indígena del sur de Veracruz (1999).

### Cocina huasteca
El maíz es la base de la dieta del pueblo huasteco o teenek, ubicados en el área de Tantoyuca (en el norte de Veracruz), y se pueden encontrar diversas razas de cultivo local. El maíz blanco lo destinan para las personas mientras que el amarillo para los animales. El maíz morado se da a niños, ancianos y enfermos; y el rojo está asociado a las prácticas rituales. Algunos productos que cultivan los huastecos son el maíz, el frijol, diversas frutas, caña de azúcar o el arroz.
Una preparación huasteca famosa es el zacahuil, un tamal de gran tamaño elaborado con masa martajada y relleno de carne guisada en una salsa espesa de chile. En un solo zacahuil puede ir un cerdo completo o varias gallinas. Se envuelve en hojas de plátano y se cuece en un horno de tierra toda la noche. Otros platillos típicamente huastecos son el caldo huasteco, el mole de nopales, varios tipos de tamales y atoles

### Cocina totonaca
Entre los totonacas, el maíz, el chile y el frijol son los alimentos básicos. Se preparan numerosos atoles fríos y calientes. También son muy frecuentes en Totonacapan todo tipo de tamales dulces y salados.

## Productos

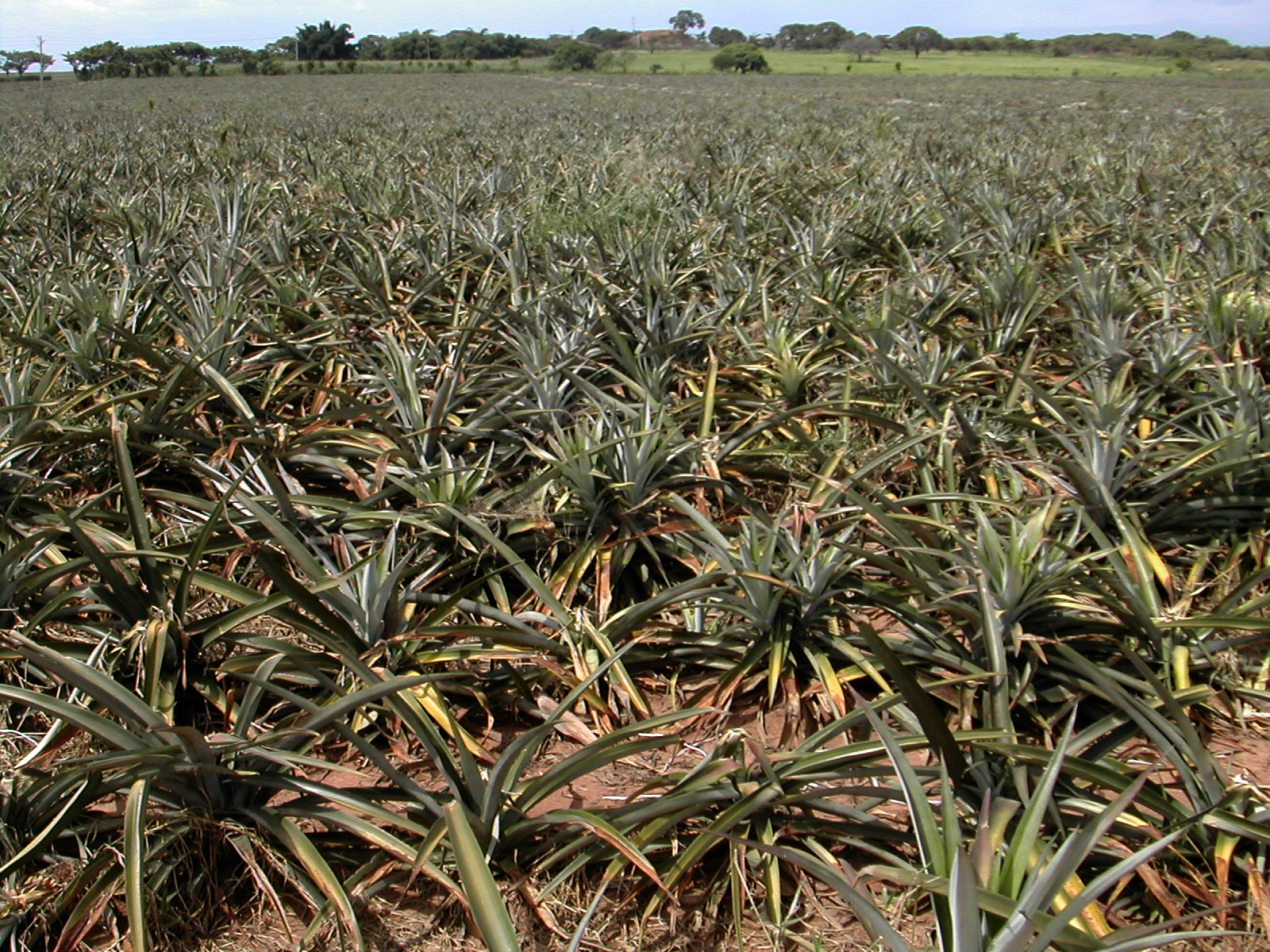
Terreno de piñas en Veracruz

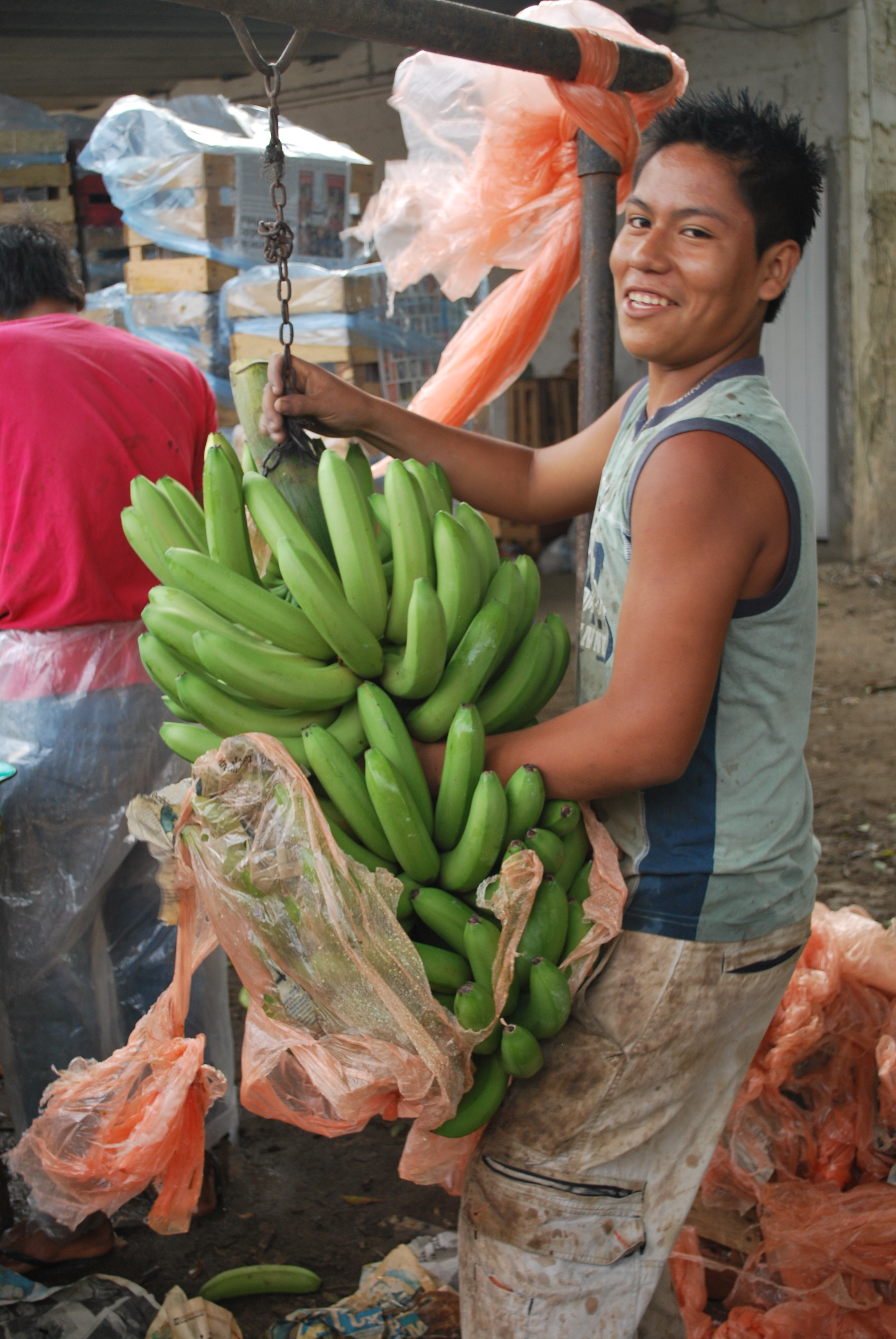
Empacado de plátanos en Paso de Telaya, Veracruz

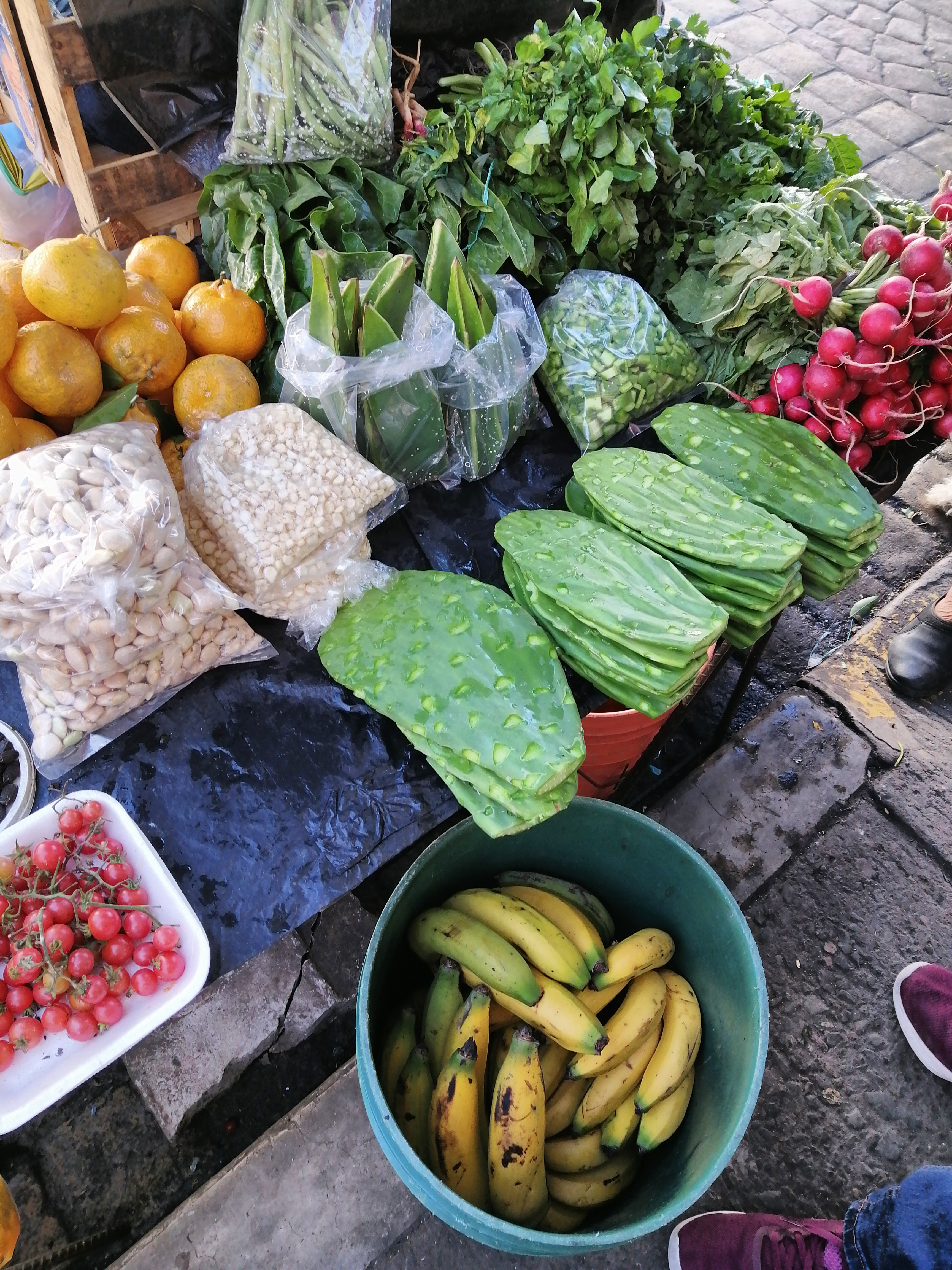
Puesto callejero en el centro de Xalapa, Veracruz

- Carnes de varios animales silvestres, como el armadillo, el cuachochoco, la iguana, el jabalí, el tejón mexicano, el tepezcuintle, el tlacuache, el zorrillo... carnes que tradicionalmente se han consumido en Veracruz desde tiempos prehispánicos, pero que, sin embargo, poco a poco se están marginando en favor de otras que se producen de forma industrializada y que, por lo tanto, son más baratas: la carne de pollo, la de cerdo y la de res.[27] También aves como la chachalaca, la chara papán, la codorniz, la paloma y patos como el pixixe.[28]
- DO Café de Veracruz, apreciado por su aroma intenso y sabor dulce afrutado, con notas ácidas cítricas cuando es verde y achocolatadas cuando se tuesta,[29] además de premiado en múltiples ocasiones por su calidad.[30] A diferencia de otros cafés genéricos producidos a gran escala en monocultivos, el café veracruzano se produce en policultivos respetuosos con el medio ambiente.
- El cacahuate, que se usa para varios pipianes como el páscal o el encacahuatado y también para multitud de dulces; también se consumen solos como botana. El cacahuate está relacionado con la presencia negra,[20] ya que fue traído por comerciantes de esclavos portugueses desde Brasil (siglo XVI).[31] Los indígenas mexicanos lo llamaron tlalcacáhuatl («el cacao que crece en la tierra»), de ahí su nombre.
- Fruta, pues las tierras veracruzanas son ideales para el cultivo de árboles frutales, especialmente de frutas tropicales:
  - Cuahuayote (Jacaratia mexicana)
  - Jobo (Spondias mombin)
  - Lima o limón (Citrus × aurantifolia)
  - Mango (Mangifera indica), destaca la variedad Manila.
  - Tempesquistle (Sideroxylon palmeri)
  - Mamey (Mammea americana)
  - Varios tipos de zapotes
- Los quelites, que son multitud de hierbas comestibles que, al ser tan fértil el suelo veracruzano, crecen de forma natural por todos los lugares: en los bordes de las huertas, en los traspatios, a pie de los caminos... Algunos de los quelites más usados en la cocina veracruzana son:
  - Hoja de acuyo u hoja santa (Piper auritum o P. sanctum)
  - Epazote (Dysphania ambrosioides)
  - Papaloquelite (Porophyllum ruderale)
  - Quintoniles (Amaranthus hybridus)
- DO Vainilla de Papantla, cuya producción se liga históricamente al pueblo totonaca, que vive en la región de Papantla de Olarte (Totonacapan). Los totonacas veracruzanos fueron, hasta mediados del siglo XIX, los únicos productores de vainilla en el mundo,[32] y, aunque hoy la producción mexicana ha quedado relegada por otros países como China, Madagascar o Tailandia  y apenas aporta el 1% de la demanda mundial,[33] la vainilla veracruzana se considera una de las de mayor calidad.
- Varios productos del mar, que se pescan en el Golfo de México y también en los numerosos lagos y ríos del estado, como la laguna de Alvarado. En Veracruz sigue vigente la costumbre de consumir pescados, y mariscos durante la cuaresma, época en la que es común encontrar pescaderías improvisadas en las calles.[34]
  - Pescados, entre los cuales:
    - Catán (Atractosteus spatula)
    - Róbalo o lubina (Dicentrarchus labrax) y chucumite (róbalo joven).
    - Huachinango o pargo rojo (Lutjanus campechanus)
    - Jurel (Trachurus trachurus)
    - Lisa (Mugil spp.) y huevas de lisa[13]
    - Mojarra (Gerreidae)
    - Pejelagarto (Lepisosteiformes)
    - Charales (Chirostoma)
    - Pepescas (Brachyrhaphis olomina)
    - Guabina (Hoplias malabaricus)
    - Bobo (Joturus pichardi) y los tismiches (huevas del bobo, u otros pescados)

  - Mariscos, entre los cuales:
    - Acamaya (Macrobrachium carcinus)
    - Acociles (Cambarellus montezumae)
    - Varias especies de camarón:
      - Camarón burrito (Procambarus acanthophorus)
      - Camarón café (Farfantepenaeus aztecus)
      - Camarón del río

    - Jaibas (Callinectes sapidus)
    - Langostinos (Macrobrachium spp.)
    - Mayacaste chico (Macrobrachium acanthurus)
    - Mayacaste grande (Macrobrachium carcinus)
    - Ostiones (Crassostrea spp.)

  - También otros productos del mar, entre los cuales:
    - Pulpo común o de roca (Octopus vulgaris)
    - Pulpo rojo o maya (Octopus maya)
    - Pochitoca o pochitoque (Kinosternon herrerai), una especie de tortuga que en la actualidad ya no se debe cazar porque está en peligro de extinción.
    - Tegogolo o gogol (Pomacea patula), tipo de caracol del lago de Catemaco.

## Antojitos y platillos

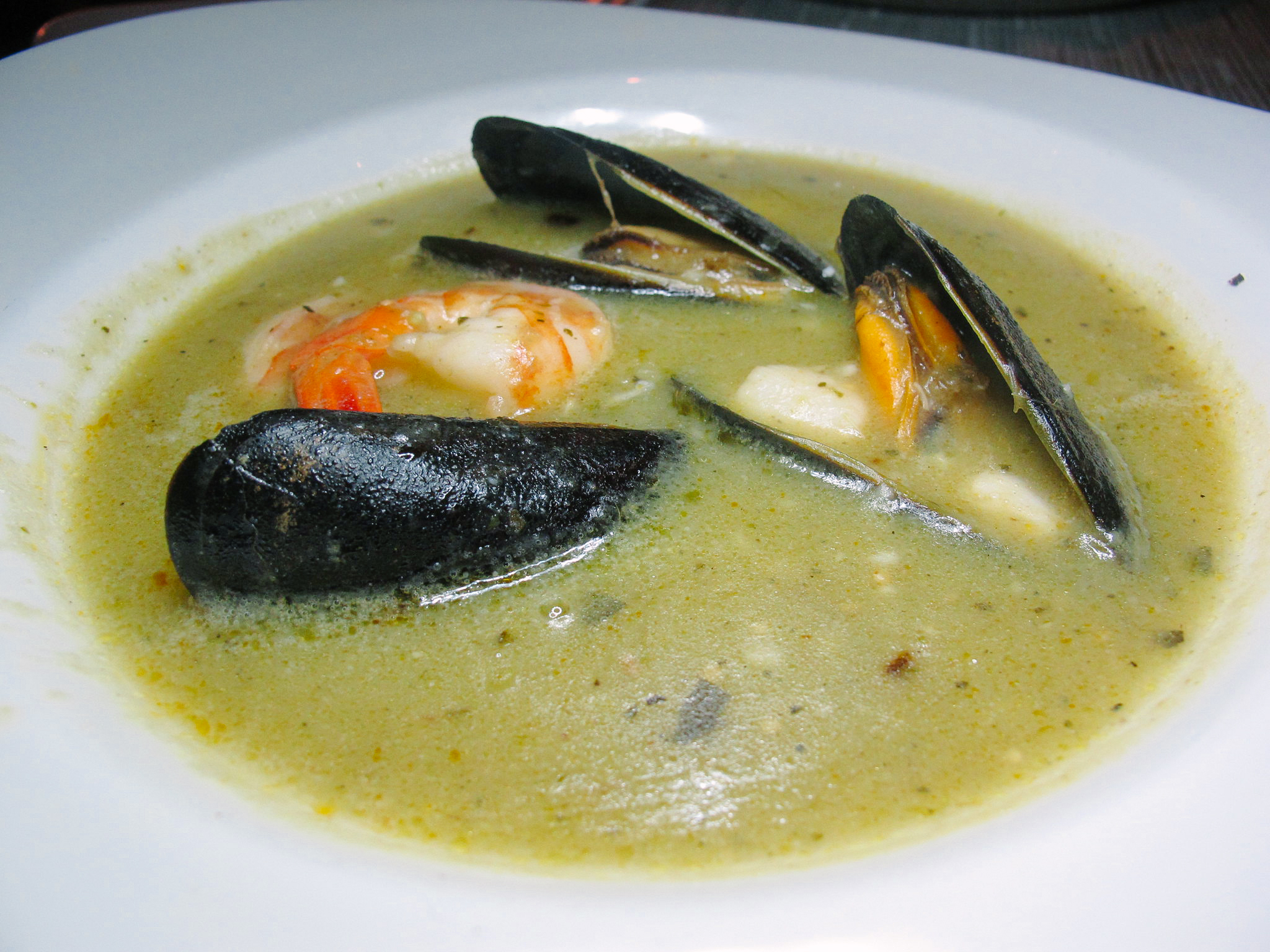
Huatape de mejillones.

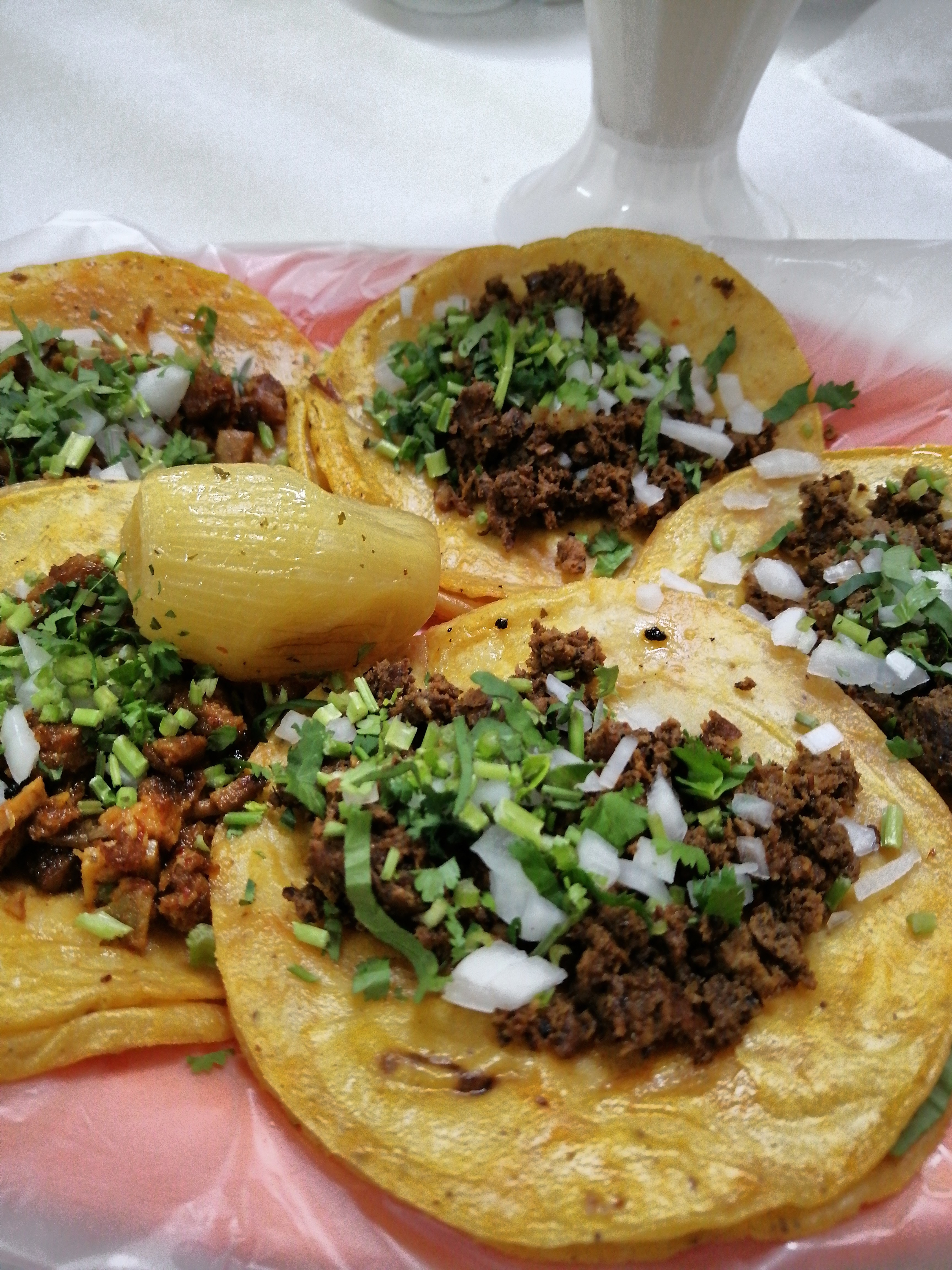
Tacos misantecos con cebolla.

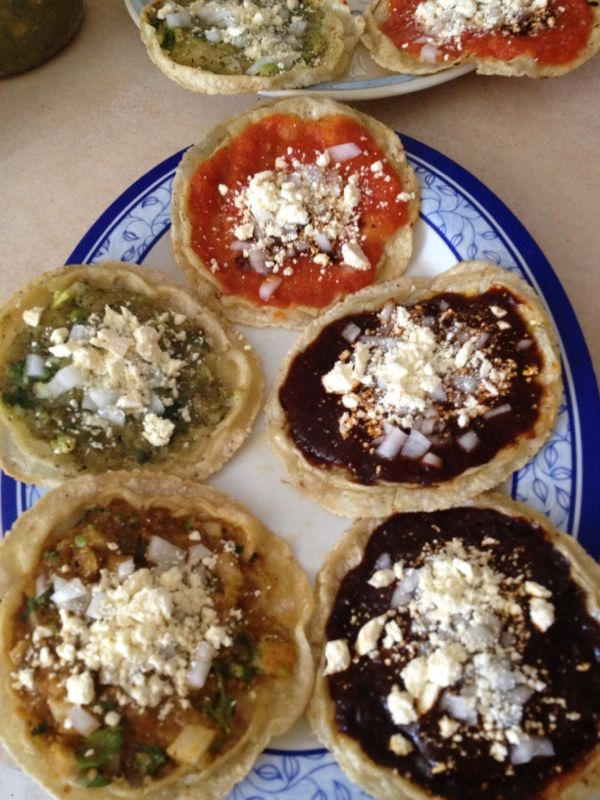
Picadas o pellizcadas

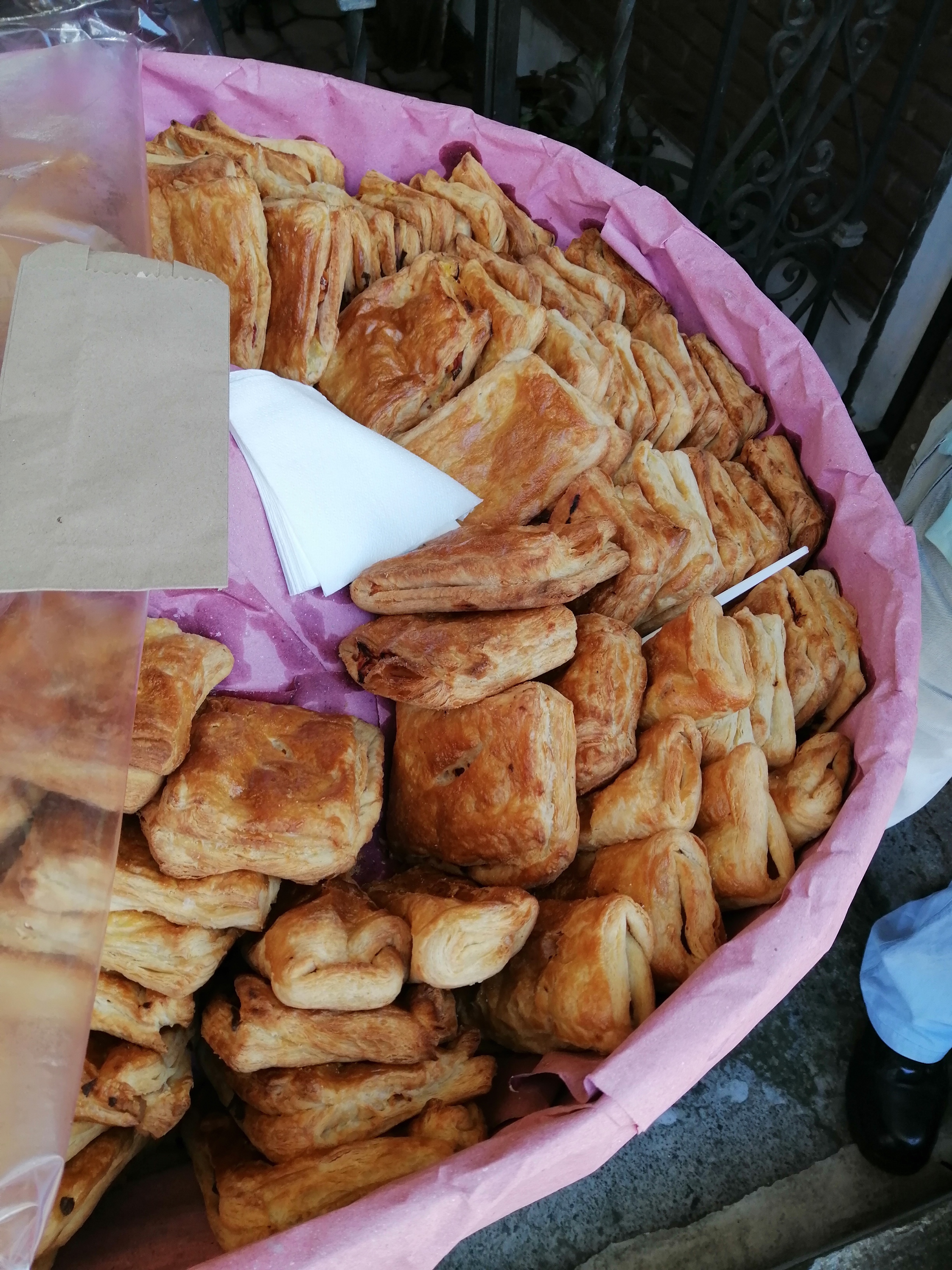
Canasta con volovanes en Xalapa.

- El ajocomino, que es un tipo de adobo elaborado con chile seco, ajo y comino para guisar carne de ave, como gallina, huilota o chachalaca.[35]
- Arroz a la tumbada, platillo que recibe influencias de otros guisos arroceros marineros (como la paella española, el asopado caribeño o el arroz endiablado colombiano).[11]
- Carne polaca, una carne desmenuzada con salsa (variante de la tinga), que se cocina con col o repollo. La salsa es a base de cátsup y chiles. Se sirve acompañado de galletas de soda.
- La carne de chango, típica de Catemaco, que sin embargo se hace con carne de cerdo marinado en jugo de limón o naranja y se ahuma en leña de guayabo y piloncillo o caña. Esto le proporciona un color rojizo y un sabor único.[36]
- La carne de Chinameca, consiste en carne, generalmente bistecs de lomo o pierna de cerdo, que también se marina y se ahuma. El marinado o adobo incluye achiote, chile guajillo, vinagre, ajo, sal, pimienta y otras especias. La carne se marina toda una noche y luego se ahuma por hasta 2 h.
- El chileatole estilo veracruzano, ya que existen muchas otras variantes en otros estados, es un guiso picante, generalmente a base de pollo y verduras, entre las cuales calabacitas, ejotes, hongos, mazorcas de maíz, papas, zanahoria...etc.[37]
- El chilpachole que es un caldo de marisco y/o pescado del Golfo (generalmente jaibas) con chile, jitomate, cebolla y masa, aromatizado con epazote y ajo.[38]
- Los cócteles, que se preparan con camarón, pulpo, pescado u otros productos del mar. No tienen que ver con las bebidas llamadas cócteles, más allá de que ambos se sirven en copas. En Veracruz, se los cócteles se suelen aromatizar con clavo de olor.[13]
- Las gorditas estilo veracruzano, que suelen aromatizarse con quilaguacate, la hoja del aguacate molida, para proporcionarle un toque anisado.
- El huatape, una sopa marinera típica de la Huasteca, suele ser de camarones cocidos o de pescado, con una salsa verde o roja que se elabora con tomates verdes, cebolla y chiles. A veces se le agregan quelites u otros mariscos, como cangrejo.
- Las jaibas rellenas, un tipo de cangrejo de color azul cuyo caparazón se vacía y se rellena con la pulpa de la jaiba junto con salsa veracruzana. Por ello también es conocido como «jaibas a la veracruzana». También son muy típicas de la vecina Tamaulipas.
- Machuco o mogo mogo, un puré de plátano macho o verde, similar al fufú caribeño, ya que ambos tienen un origen africano. Se suele comer con frijoles y queso.
- Mondongo estilo veracruz, un guiso de pancita, muy condimentado (comino, pimienta negra o gorda de Tabasco, orégano...) con cebolla, ajo, jitomate y algún chile seco como guajillo o ancho. Típicamente se agregan garbanzos,[39] o también papas y chorizo.[40]
- Moros y cristianos
- Páscal, un tipo de pipián con carne de pollo o guajolote típico del área huasteca veracruzana elaborado con pepitas, cacahuates, ajonjolí y chile seco (ancho y guajillo) y se suele aromatizar con yerbabuena y cilantro.[41]
- Pellizcadas o picadas, una preparación similar al sope (aunque, a diferencia de éste, no se fríen en aceite), llamadas así porque se le «pellizcan» las orillas a la tortilla aun caliente para crear un borde y que la salsa no se escurra. Las más tradicionales solo incluyen salsa roja o verde, cebolla y queso,[42] y son típicas del desayuno veracruzano.[43]
- El pescado a la veracruzana, que además de ser uno de los platillos más famosos de Veracruz, sintetiza perfectamente la cocina veracruzana,[44] ya que incluye ingredientes autóctonos de la tierra (chile y jitomate), del mar(el pescado) y aquellos que llegaron a través del comercio con el mundo (aceitunas, perejil, cebolla, ajo y alcaparras), los tres pilares elementales que configuran la gastronomía de este lugar.
- Sopa de calabaza, que normalmente usa la variedad calabaza de Castilla e incluye también jitomate, ajo, cebolla y especias como comino, cilantro o yerbabuena. A veces también plátano macho, piña, chayote y/o achiote.[45] Se suele acompañar con cosoles o camarones de río.[46]
- Los tamales, típicos de todo México y otros países americanos. Tradicionalmente es maíz cocido que se envuelve en la propia hoja de maíz (totomoxtle) o en hoja de plátano. Un rasgo distintivo de los tamales veracruzanos es que comúnmente incluyen hoja de acuyo (hoja santa) molida.[44] Algunos tamales típicos veracruzanos son:
  - Tamal de calabaza con camarones
  - Xocotamal, de hojas de xoco
  - Etltamal, de frijol
  - Nacatamal, de carne y chile
- Tlatonil, un tipo de pipián consumido en el área de Huatusco. En tiempos prehispánicos, se consideraba comida de reyes (de ahí su nombre),[47] y era típico que la madre del novio ofreciera tlatonilli el día de la boda.[48]
- Molotes o tortas de plátano, elaboradas con masa de plátano macho. Los plátanos de cuecen enteros y se aplastan. Comúnmente se endulzan agregando azúcar. Con esta masa se forman bolitas que se rellenan de queso tipo Oaxaca[49] o Cotija[50] y/o frijoles refritos, y se fríen. En Lerdo de Tejada se conocen como «plátanos aplastaditos» y en San Andrés Tuxtla como «tortillas de plátano» o «tostones»,[51] aunque los tostones sean una preparación similar pero diferente (frituras de plátano).
- Las tortillas de plátano, que también se elaboran con masa de plátano verde o macho aunque difieren ligeramente en su preparación respecto a los molotes, ya que no se fríen, sino que se cuecen en comal, son más finas (se consumen igual que las tortillas de maíz) y usualmente se agrega a la masa harina de maíz.[52]
- Volovanes, una empanada que puede tener multitud de rellenos: jamón y queso, jaibas, camarones, choriqueso... etc. Son de origen francés (vol-au-vent) y es común encontrarlos en puestos callejeros de Veracruz.[53]

## Especialidades

### Navidad
Algunos platillos típicos de la gastronomía navideña veracruzana son: 
- Buñuelos de jaiba
- Gallina en nogada
- Pavo Chabela, pavo relleno y horneado
- Sangre de totol

Entre los postres típicos de Navidad se encuentran:
- Buñuelos de arroz, molde o piña
- Campanas de Navidad
- Carlota rusa
- Copa nevada
- Postre de castañas

## Postres y dulces

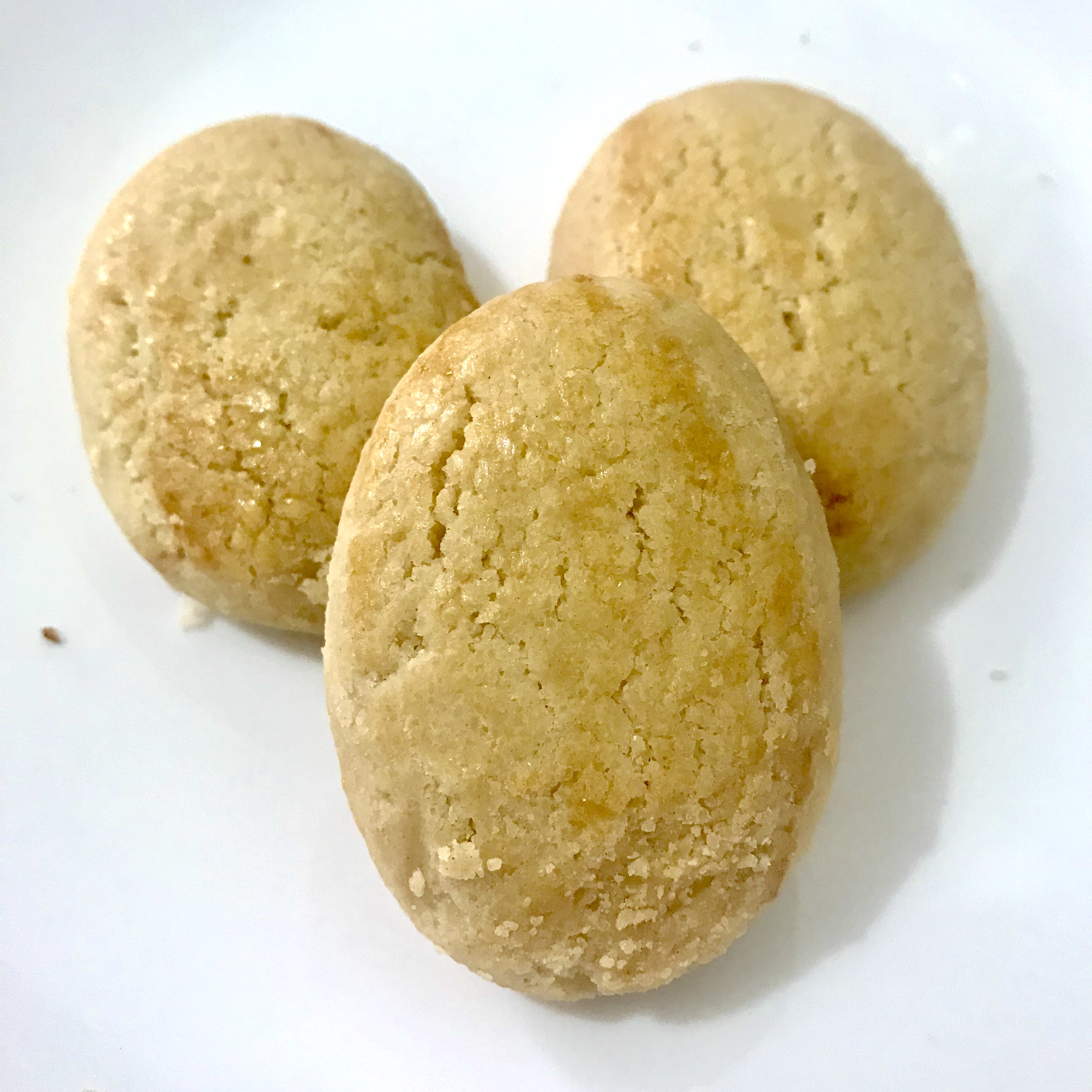
Masafinas de Xico

El trigo es la base de la panadería sotaventina, y algunos de sus productos llevan nombres que recuerdan a su pasado colonial: marquesote, duquesa, torpedero de limón, chamusco...
- Buñuelos de calabaza, de camote y de yuca
- Chogostas, unos dulces con forma de bolita típicos de Jáltipan, elaborados a partir de tierra comestible (barro o lodo blanco).
- Distintos dulces de frutas, como el dulce de icaco o el dulce de yuca.
- Duquesa, un dulce de apariencia similar a un taco, relleno de merengue de coco.[54]
- Gaznates, que consiste una especie de buñuelo enrollado y relleno de merengue, típico del sur del estado.
- Las masafinas, también llamadas polvorones, un tipo de galletas con sabor a mantequilla y cubiertas con azúcar y canela.
- El mazapán, receta traída directamente desde España, aunque con una gran diferencia: se sustituyó la almendra, que era cara y escasa (ya que no era nativa de América) por el cacahuate, que era más abundante y considerablemente más barato.
- Las palanquetas, entre las cuales cabe destacar la palanqueta de plátano macho verde.[55]
- Los pemoles, un tipo de rosquilla de harina de maíz tradicional en la Huasteca. También llevan manteca y azúcar o piloncillo. Tiene forma de dona, pero en cambio posee una textura reseca y compacta. Suelen decorarse con azúcar glas por encima.
- Tenesnelo o tanexnelo, dulce de calabaza de Castilla típico de los Tuxtlas.[56]
- Tetamal, que se elabora con masa de maíz y azúcar, se aromatiza con anís, se envuelve en hoja de berijao y se consume caliente. Se puede encontrar en el sur del estado.[57]

## Bebidas

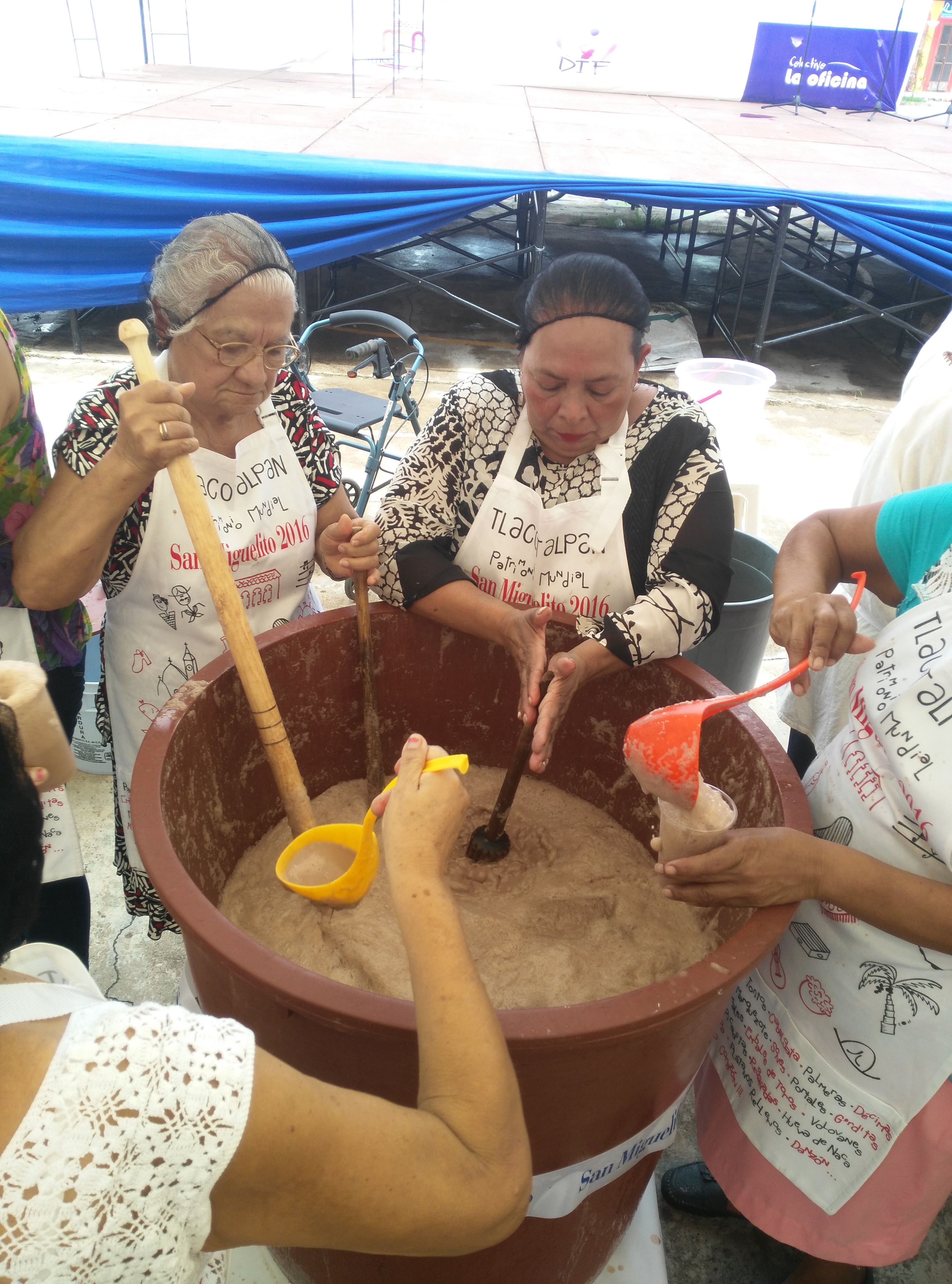
Mujeres preparando el popo (bebida festiva) para las Fiestas de San Miguelito en Tlacotalpan, Veracruz.

- Atole, una bebida dulce típica de todo México, a base de maíz y leche. Generalmente está espesada con masa de maíz desleída, se condimenta con multitud de sabores y se endulza con piloncillo. Algunos de los más típicos de Veracruz son:
  - Atole de calabaza, generalmente se usa calabaza de Castilla y se especia con canela.[58]
  - Atole de elote, elaborado con elote licuado y a veces sazonado con canela en rama.[59]
  - Atole de coyol, un fruto parecido al coco,[60] típico de los nahuas del norte de Veracruz.
  - Atole de masa, deleyendo masa y a veces sazonado con canela en rama.[59]
  - Atole de plátano, hecho con plátano macho molido y generalmente sazonado con pimienta de Tabasco, además de agua y azúcar.[61] Generalmente no lleva masa porque ya es suficientemente espeso.
  - Atole morado, típico de los totonacas en la costa norte de Veracruz, se elabora con maíz morado.[62]
- La horchata, una bebida a base de arroz que se encuentra en muchas zonas de México, particularmente en la costa atlántica. Se suele servir fría con hielos y a veces se aromatiza con canela en polvo o vainilla de Papantla. En Veracruz es típica la horchata de coco, así como en Campeche. Los totonacas de la costa norte elaboran horchatas de semillas de melón y de coyol.[63]
- El menyul, una bebida a base de menta que se origina en el estadounidense mint-julep («julepe de menta»), aunque otras fuentes afirman que se originó en la villa de Córdoba durante la intervención francesa (siglo XIX), mezclando elementos mexicanos, franceses y españoles (el brandy).[64]
- El popo, una bebida dulce, espumosa y fría a base de cacao, a la que comúnmente se le agrega canela, arroz, maíz y chupipi o azquiote, dos agentes espumantes naturales. Se tuestan los granos de cacao, se muele todo junto, se mezcla con agua y se cuela. La bebida se espuma haciendo movimientos enérgicos con un molinillo de madera y tradicionalmente se sirve en una jícara.
- El torito, un cóctel alcohólico de textura cremosa hecho con aguardiente de caña, leche condensada, leche evaporada, crema de maní y cacahuates. También se preparan toritos de otros sabores como de mango o nanche.